# Río Caradra
El río Caradra está situado  en la península balcánica, entre dos parajes pantanosos, en una llanura distante 42 km de Atenas.
Tuvo importancia en la colisión entre griegos y persas, que recibe el nombre tradicional de guerras médicas; en una de las batallas Milcíades, jefe  del ejército ateniense, se encaminó a ese lugar de desembarco para hacer frente a los persas.
Antes de la batalla de Maratón, las tropas, más o menos 21.000 soldados, atravesaron entonces Caradra, el pequeño arroyo que cruza la llanura de Maratón antes de  perderse en las marismas litorales, para impedir el regreso de las tropas atenienses hacia la ciudad. 
- Datos: Q6114944